# Паджени
Паджени (серб. Пађени / Pađeni) — село в общине Билеча Республики Сербской Боснии и Герцеговины. Население составляет 93 человека по переписи 2013 года.

## Известные уроженцы
- Павле Вукое[серб.] (1909—1943), Народный герой Югославии